# Ketenong Dua
Ketenong Dua is een bestuurslaag in het regentschap Lebong van de provincie Bengkulu, Indonesië. Ketenong Dua telt 473 inwoners (volkstelling 2010).